# Get Your Filthy Hands Off My Desert
„Get Your Filthy Hands Off My Desert“ je sedmá skladba z dvanáctého studiového alba britské progresivně rockové skupiny Pink Floyd The Final Cut z roku 1983. Skladbu napsal baskytarista skupiny Roger Waters a je se svoji stopáží 1 minuta a 19 sekund nejkratší skladbou na tomto albu.

## Sestava
- Roger Waters – zpěv, efekty
- David Gilmour – kytara
- Michael Kamen – orchestrace